# Dobrjaki
Dobrjaki (Добряки) è un film del 1979 diretto da Karen Georgievič Šachnazarov.

## Trama
Il film racconta di un truffatore che è andato nel mondo della scienza e ha raggiunto il successo in esso. Dopo essersi stabilito nell'Istituto di cultura antica, ha facilmente imbrogliato tutti i tipi di membri del consiglio accademico, ha difeso la sua tesi ed è diventato direttore.